# Euryopis spinifera
Euryopis spinifera är en spindeartl som först beskrevs av Cândido Firmino de Mello-Leitão 1944.  
Euryopis spinifera ingår i släktet Euryopis och familjen klotspindlar. Inga underarter finns listade i Catalogue of Life.